# Filipov dvorec
Filipov dvorec je stavba v središču Ljubljane ob Ljubljanici na vogalu Cankarjevega nabrežja in Stritarjeve ulice ob Tromostovju. Na drugi strani Stritarjeve ulice stoji Kresija. Stavbi označujeta vstop v srednjeveški del mesta pod Ljubljanskim gradom – Staro Ljubljano.
Objekta je po ljubljanskem potresu leta 1895 načrtoval graški arhitekt Leopold Theyer, stavbo so dokončali leta 1898. Dvorec je dal zgraditi trgovec Filip Schreyer, po katerem se objekt danes tudi imenuje. Filipov dvorec odlikuje neorenesančni slog. Koničasti zvoniki naj bi bili dodani na izrecno zahtevo ljubljanskega župana Ivana Hribarja, ki je občudoval češko kulturo in Prago, ki je znana kot »mesto stoterih zvonikov«. Verjetnejša razlaga je, da zvoniki služijo v spomin na mestna vrata na starem obrambnem zidu, ki je stal na njenem mestu.